# San Javier (Santa Cruz)
San Javier ist eine Kleinstadt im Departamento Santa Cruz im Tiefland des südamerikanischen Anden-Staates Bolivien.

## Lage im Nahraum
San Javier ist zentraler Ort des Municipios San Javier in der Provinz Ñuflo de Chávez. Die Stadt liegt auf einer Höhe von 537 m inmitten eines sanften Hügellandes zwischen dem Río Paquío im Osten und dem Río San Julián im Westen. Nächstgelegene Städte sind San Ramón 42 Kilometer weiter südlich und Concepción 61 Kilometer nordöstlich.

## Geographie
San Javier liegt im bolivianischen Tiefland in der Region Chiquitanía, einer in weiten Regionen noch wenig besiedelten Landschaft zwischen Santa Cruz und der brasilianischen Grenze.
Das Klima der Region ist ein semi-humides Klima der warmen Subtropen. Die monatlichen Durchschnittstemperaturen schwanken im Jahresverlauf nur geringfügig zwischen 20 °C in den Wintermonaten Juni und Juli mit kräftigen kalten Südwinden und etwa 25 °C von Oktober bis Februar (siehe Klimadiagramm San Javier).
Die jährliche Niederschlagsmenge liegt im langjährigen Mittel bei etwa 1000 mm, die vor allem in der Feuchtezeit von November bis März fällt, während die ariden Monate von Juni bis September Monatswerte zwischen 25 und 50 mm aufweisen.

## Geschichte
San Javier wurde 1691 durch Padre José Francisco de Arce gegründet und war die erste Jesuitenreduktion im bolivianischen Tiefland. Sie diente als Missionsdorf zur Katholisierung der Chiquito-Indianer.

## Verkehrsnetz
San Javier liegt in einer Entfernung von 174 Straßenkilometern nordöstlich von Santa Cruz, der Hauptstadt des Departamentos.
Von Santa Cruz aus führt die asphaltierte Nationalstraße Ruta 4 über 57 Kilometer in nördlicher Richtung über Warnes nach Montero. Hier trifft sie auf die Ruta 10, die in östlicher Richtung über San Ramón nach weiteren 114 Kilometern San Javier erreicht. Die Ruta 10 führt dann weiter nach Concepción, Santa Rosa de Roca und San Ignacio de Velasco und weiter entlang der brasilianischen Grenze über San Vicente de la Frontera nach San Matías.

## Bevölkerung
Die Einwohnerzahl der Ortschaft ist in den vergangenen beiden Jahrzehnten auf das Vierfache angestiegen:
| Jahr | Einwohner | Quelle       |
| ---- | --------- | ------------ |
| 1992 | 3166      | Volkszählung |
| 2001 | 6048      | Volkszählung |
| 2012 | 7119      | Volkszählung |
| 2024 |           | Volkszählung |

## Persönlichkeiten
- Germán Busch Becerra (* 1904 in San Javier; † 1939 in La Paz), Offizier, Staatspräsident Boliviens (1937–1939)

## UNESCO-Welterbe
Die Stadt ist bekannt durch eine der Jesuitenreduktionen der Chiquitos, die im Jahr 1990 zum UNESCO-Welterbe erklärt wurden.